# سیدار گروو (نیوجرسی)
سیدار گروو (به انگلیسی: Cedar Grove) شهری در ایالت نیوجرسی کشور ایالات متحده آمریکا است که جمعیت آن در سرشماری سال ۲۰۱۰ میلادی، ۱۲٬۴۱۱ نفر بوده‌است.